# Лукини, Иван Францевич
Иван Францевич (Джованни) Лукини (итал. Giovanni Lucchini; 1784—1853) — швейцарско-итальянский архитектор, работавший в Санкт-Петербурге. 

## Биография

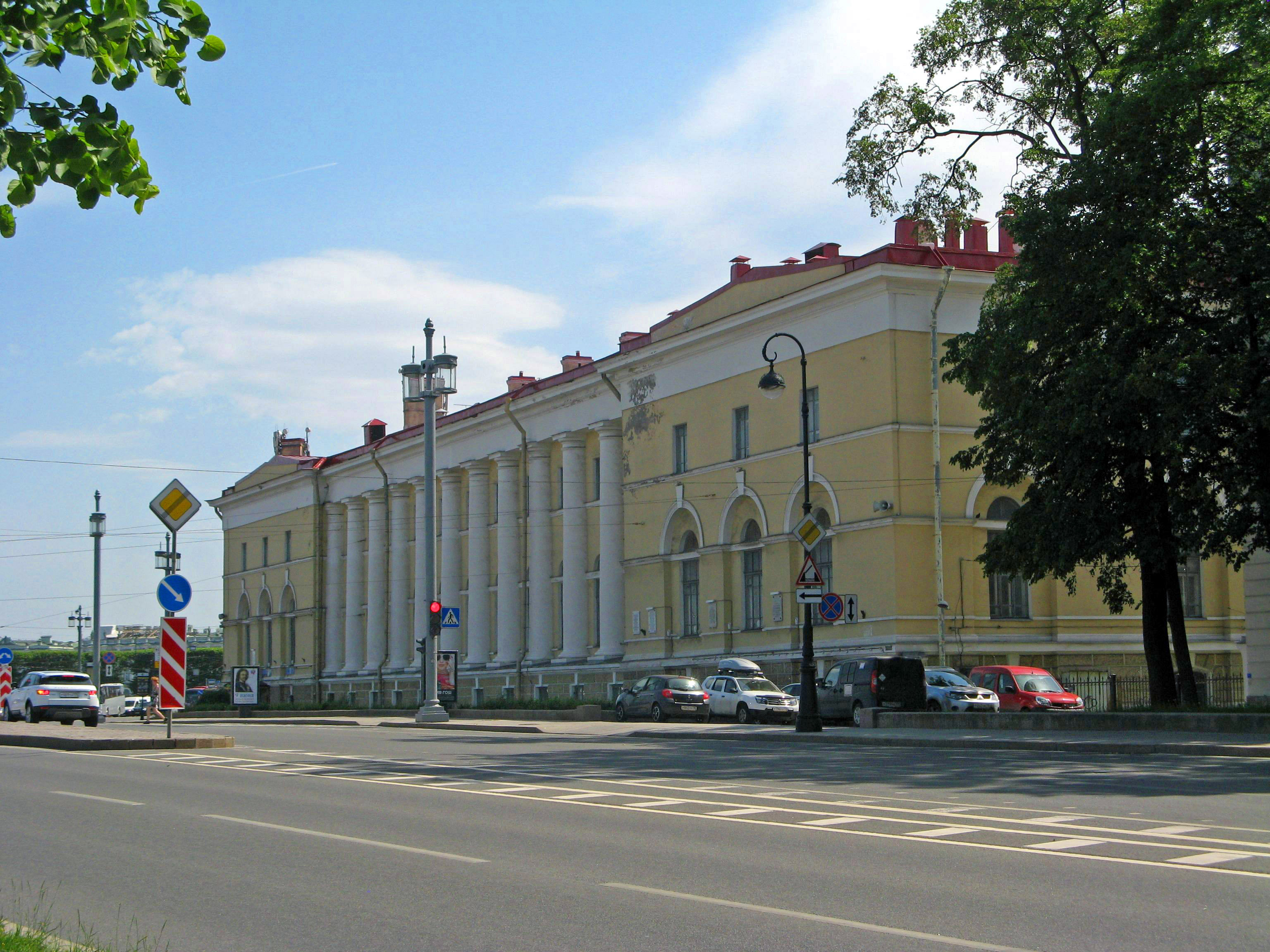
Северный пакгауз Биржи

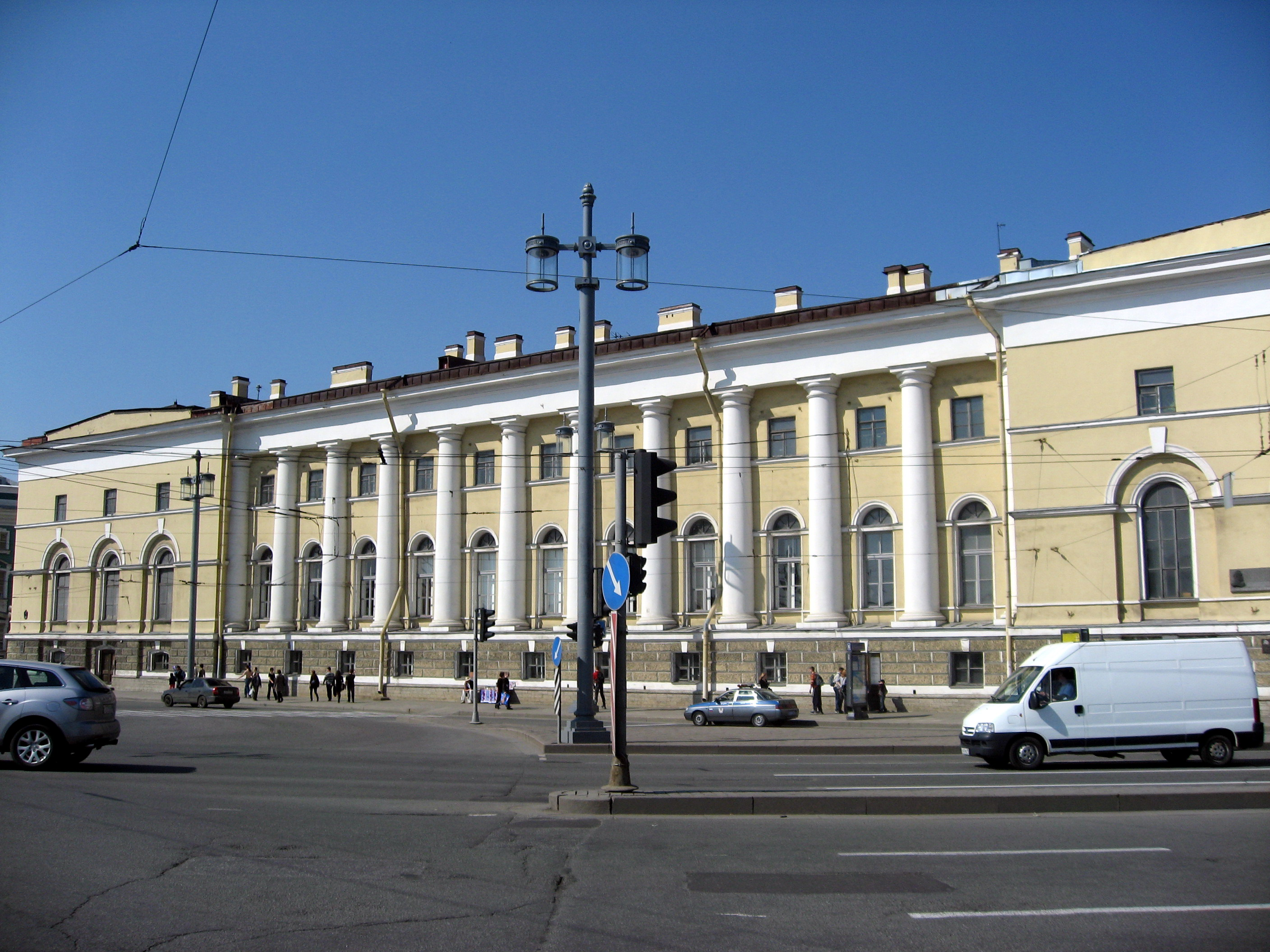
Южный пакгауз Биржи

Представитель большой семьи «каменных дел мастеров» из Лугано, тессинского кантона итальянской Швейцарии. Несколько ранее в Санкт-Петербурге работали ещё два мастера из этой семьи: Джузеппе и Франц (Франц Яковлевич ?) Лукини (Луккини) — возможно, отец и дядя Джованни. Ещё один родственник — Джованни Франческо Луккини (1755—1826) строил в Италии, в Бергамо. Под фамилией Луккини были известны также живописцы Джузеппе (1770—1845) и Франческо (1789—1846), оба, скорее, из другой семьи, возможно, родственники. Они служили театральными декораторами в Испании, в Барселоне и Мадриде.
Иван Францевич Лукини служил в Санкт-Петербурге в качестве архитектора таможенного ведомства. В 1829—1832 годах по его проекту было построено здание «Морской таможни» — дом, где ныне расположен Институт русской литературы «Пушкинский дом» (Набережная Макарова, 4). На фасаде здания укреплена памятная бронзовая доска с надписью: «Лета от Рождества Христова 1829 Августа 30, в благополучное царствование Государя Императора Николая Первого, по распоряжению министра финансов генерала от инфантерии Егора Францевича Канкрина, под руководством особо учрежденной строительной комиссии, положено основание дома для присутствия С. Петербургской таможни. Строил архитектор Лукини». Историк искусства И. Э. Грабарь писал: 

Особенно замечателен внутри сего здания зал таможенного присутствия. Спокойные стены жёлтого искусственного мрамора кончаются дорическим карнизом. Такого же жёлтого мрамора колонны пестумского типа, около четырёх с половиной диаметров высоты, поддерживают дорический антаблемент, лишенный фриза. Средняя часть зала перекрыта крестовым сводом, расписанным по зелёному фону сухим и строгим орнаментом. Красота строгой архитектуры дополняется гармонией жёлтого мрамора с белым архитравом и зелёным куполом.
На стрелке Васильевского острова Санкт-Петербурга, по обе стороны от здания Биржи, в 1832 году Джовани Лукини построил здания южного и северного пакгаузов.
В 1826—1833 годах И. Ф. Лукини вместе с А. Неллингером были построены четыре отдельных академических корпуса для Лесного института. До 1851 года Иван Францевич Лукини состоял архитектором Санкт-Петербургского технологического института.